# 2015 aux Tonga
Cet article présente les faits marquants de l'année 2015 aux Tonga.

## Évènements
- 27 juin : Début des onze jours de célébrations pour le couronnement de Tupou VI, devenu roi des Tonga en mars 2012[1]. Il est couronné le 4 juillet, et investi ainsi également du titre de Tuʻi Kanokupolu. Le prince héritier du Japon Naruhito et le prince Georges de Habsbourg-Lorraine d'Autriche assistent à la cérémonie, de même que les Gouverneurs-généraux d'Australie et de Nouvelle-Zélande, Sir Peter Cosgrove et Sir Jerry Mateparae[2],[3].
- 1er juillet : Le roi Tupou VI et son Conseil privé interdisent la signature de la Convention sur l'élimination de toutes les formes de discrimination à l'égard des femmes par le gouvernement du Premier ministre ʻAkilisi Pohiva, estimant qu'elle pourrait être anticonstitutionnelle[4]. Pohiva annonce son intention de consulter le peuple par référendum[5].
- 4 juillet : Couronnement de Tupou VI, devenu roi des Tonga en mars 2012[6].